# لوکاس فلوکیگر
لوکاس فلوکیگر (انگلیسی: Lukas Flückiger؛ زادهٔ ۳۱ ژانویهٔ ۱۹۸۴ ‏(۴۱ سال)) دوچرخه‌سوار اهل سوئیس است.
وی در مسابقات کشوری و بین‌المللی در مجموع برندهٔ ۴ مدال نقره شده‌است.